# Fife
Fife (kiejtése: ˈfəif; skót gael nyelven: Fìobha, [fiːvə]) Skócia egyik tanácsi területe és egyben történelmi megyéje. Északon a Firth of Tay, délen a Firth of Forth öblök, keleten az Északi-tenger határolják. Északnyugaton Perth and Kinross, nyugaton Clackmannanshire tanácsi területekkel határos. Közigazgatási központja Glenrothes.
Lakossága 367 000 fő, amivel Fife a harmadik legnépesebb skót tanácsi terület. Lakosainak harmada három városban, Dunfermline-ben, Kirkcaldyban és Glenrothesban él. St. Andrews városában található a St. Andrews-i Egyetem, a világ egyik legrégebbi, középkori eredetű egyeteme, ahol a golf mai szabályait először bevezették.

## Története

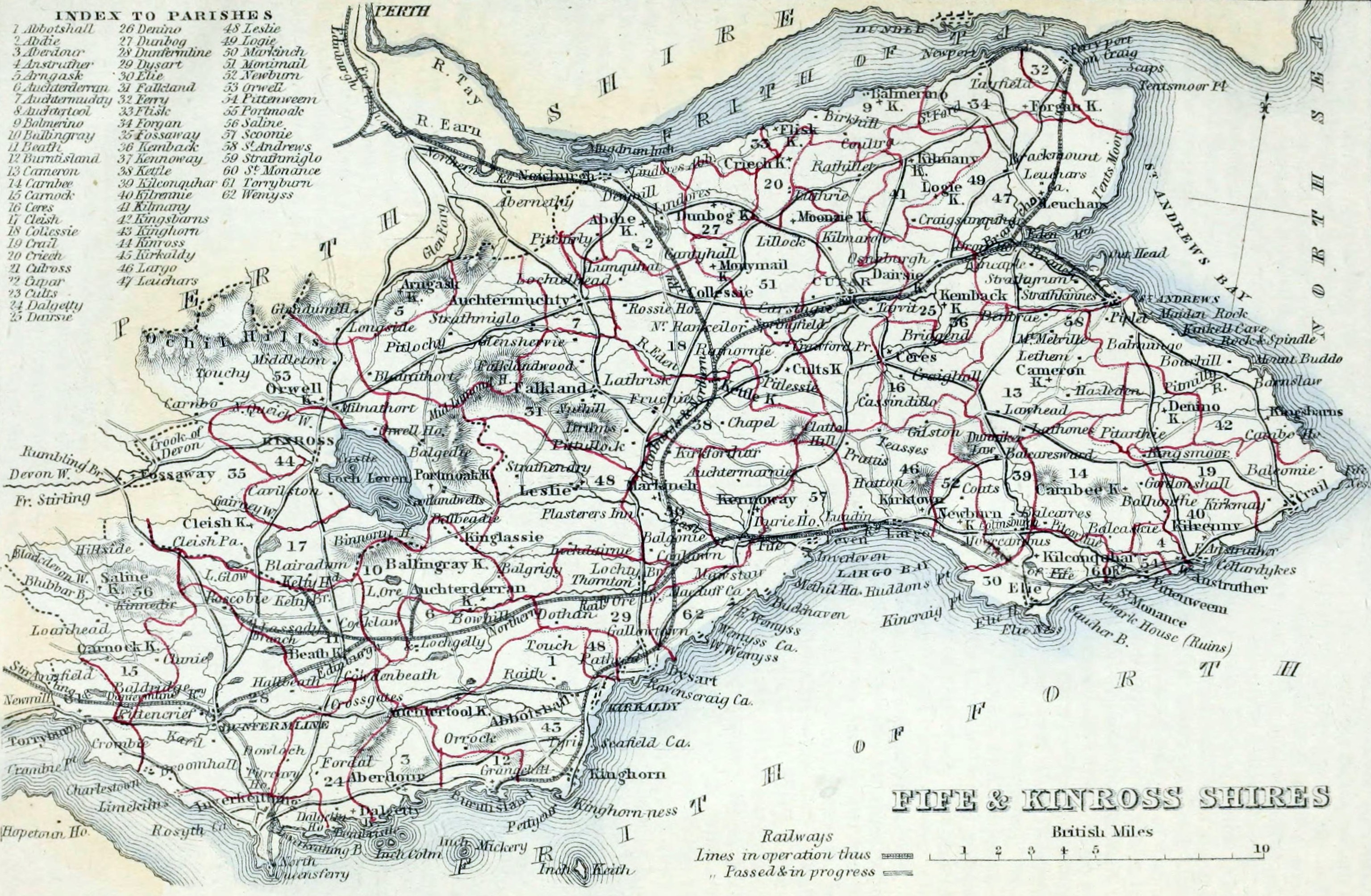
Fifeshire és Kinross-shire 19. századi térképe

A Firth of Tay és a Firth of Forth öblök közé szorult Fife gyakorlatilag félsziget, így a földrajzilag is elkülönülő régió politikai-közigazgatási határai is alig változtak az idők folyamán. A 14. századi poppletoni kézirat hét pikt királyságot sorol fel, köztük Fife-ot, bár a listát újabban fiktívnek tekintik. A Fife-i Királyság ezen felüli legkorábbi említése csak 1678-ból származik. A területet 1150-ben Fib, 1165-ben pedig Fif formában említik.
Newburgh mellett található a piktek egykori fontos földvára, Clatchard Craig, amelyet a 6-8. században laktak.
III. Malcolm idejétől fogva Fife a skót állam fontos politikai központjává vált, ahogy a királyok egyre délebbre költöztették udvarukat a korábbi északi váraikból. Maga Malcolm Dunfermline-ben lakott, felesége, Margit pedig a helyi apátság fő támogatója volt. A királyok ezután az apátságban temetkeztek, felváltva vele a távoli Iona szigetét.
A 15. századig Fife grófja volt az ország egyik legfontosabb méltósága, jelentőségét mutatja, hogy az ő privilégiuma volt a király megkoronázása. Falklandban a MacDuff-klán várának helyén királyi palota épült, amelyet főleg a Stuart-házbeli uralkodók kedveltek a környékbeli vadban gazdag erdők miatt. VI. Jakab király mondta Fife-ról, hogy "arannyal szegélyezett koldusköpeny", ahol az aranyszegélyt a Hollandiával kereskedő, halászó, jómódú kis parti kikötővárosok jelentették. Elsősorban gyapjúval, lennel, szénnel és sóval kereskedtek.
A 19. században Fife a nehézipar központjává vált, elsősorban szénlelőhelyei miatt, amelyeket már a 12. század óta kiaknáztak. Az korábbi kis falvak, mint Cowdenbeath, hamar várossá duzzadtak a beözönlő munkakereső vidéki lakosok miatt. Az öblökön átívelő Forth Bridge és Tay Bridge vasúti hidak megépítése megkönnyítette a közlekedést és szállítást Edinburgh és Dundee felé. Új, modern kikötők épültek, Kirkcaldy pedig a világ legfontosabb linóleumtermelő központjává vált. A második világháború utáni tervezett urbanizáció egyik terméke Glenrothes városa, amely sok számítástechnikai céget vonzott és itt ülésezik a területi tanács is.

## Földrajza

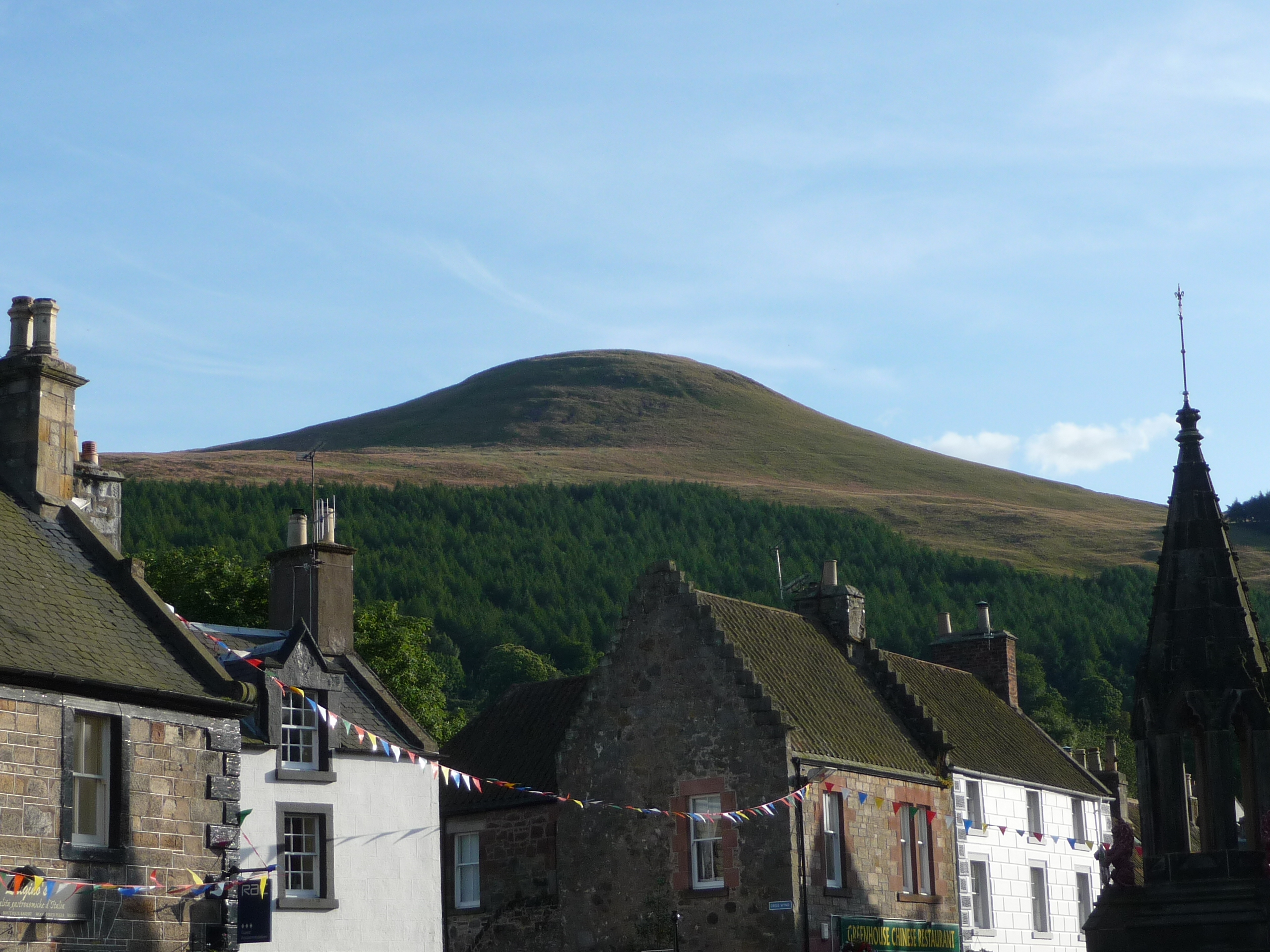
East Lomond

Fife egy félsziget, melyet északon a Firth of Tay, keleten az Északi-tenger, délen pedig a Firth of Forth határol. A szárazföld felől a félszigetet az Ochil Hills 5-600 m magas hegyei védelmezik. A tanácsi terület külső autóforgalma szinte teljes egészében három hídon zajlik, északon a Tay Road Bridge, délen a Forth Road Bridge, nyugaton pedig a Kincardine Bridge köti össze a külvilággal
A valamikori vulkanikus aktivitásnak hírnökei a Lomond Hills (itt található a tanácsi terület legmagasabb pontja, az 522 méteres West Lomond) és a Largo Law tanúhegy. A Lomond Hillstől északra terül el a Howe of Fife síksága, ahol a terület két nagyobb folyója közül az egyik, az Eden folyik (a másik a Leven). Ennek nagy része mezőgazdasági művelés alá esik és falvak és kisvárosok találhatók rajta, míg Fife déli és nyugati része inkább iparosodott és népsűrűsége is nagyobb.

## Közigazgatás
Fife öt képviselőt küld a Skót Parlamentbe és négyet Londonba. A 2015-ös választás során az országos képviselői helyek mindegyikét a Skót Nemzeti Párt szerezte meg, míg a Skót Parlamentben három az SNP-é, kettő pedig a Konzervatív Párté.
A fife-i területi tanács és a rendőrség (a Skót Rendőri Szolgálat P részlege) központja Glenrothesben található. A tanácsot a 2012-es választások után kisebbségi kormányzással, konzervatív külső támogatással a Munkáspárt vezeti, míg az ellenzéket az SNP képezi. Érdekesség, hogy a fife-i tanácsban ül az egész Egyesült Királyság egyetlen megválasztott kommunista politikusa.
Fife nagyobb települései: Dunfermline (50 380 fő), Kirkcaldy (49 460 fő), Glenrothes (39 277 fő), St Andrews (16 680 fő), Rosyth (12 850 fő), Cowdenbeath (11 640 fő), Methil (11 000 fő), Dalgety Bay (10 030 fő).

## Sport
A fife-i St Andrews a golf őshazája, az itteni egyetemen hozták meg a szabályzatát és a Királyi és Ősi Golf Club (Royal and Ancient Golf Club) felelős a mai sport szabályainak felügyeletéért.
Futballban Fife-nak négy jelentősebb csapata van: a Cowdenbeath F.C. és a Raith Rovers F.C. a skót bajnokságban játszik; a Dunfermline Athletic F.C. a skót első osztályban, az East Fife F.C. pedig a másodosztályban versenyez. Az Egyesült Királyság legrégebbi jéghokicsapata a Fife Flyers a profi bajnokság résztvevője.

## Híres fife-iak

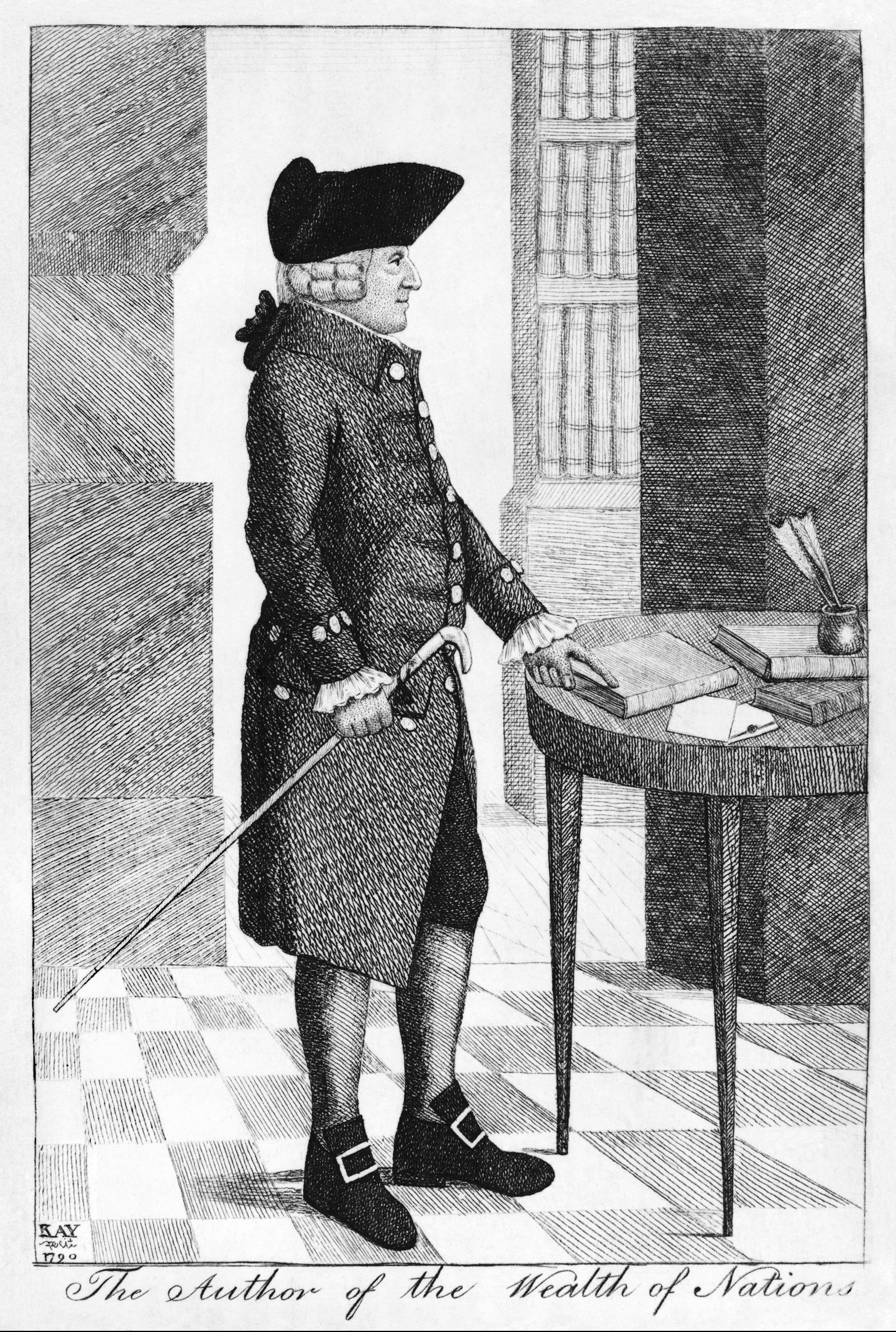
Adam Smith

- Robert Pitcairn (Royal Navy officer)
- Robert Adam építész
- Ian Anderson, a Jethro Tull énekese
- Iain Banks író
- Guy Berryman zenész
- Scott Brown labdarúgó
- Andrew Carnegie iparmágnás
- Jim Clark autóversenyző
- Ian Rankin író
- Dougray Scott színész
- Alexander Selkirk tengerész, a Robinson-történetek inspirálója
- Adam Smith filozófus, közgazdász
- Mary Somerville matematikus, csillagász
- John McDouall Stuart felfedező
- KT Tunstall énekes
- Sir David Wilkie festő
- James Wilson jogász, államférfi

## Látnivalók

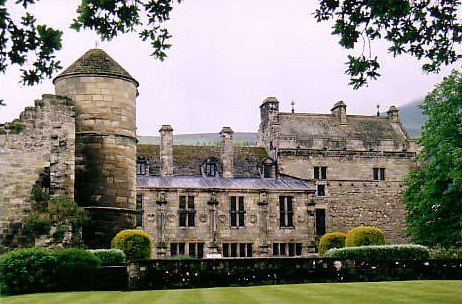
Falklandi palota
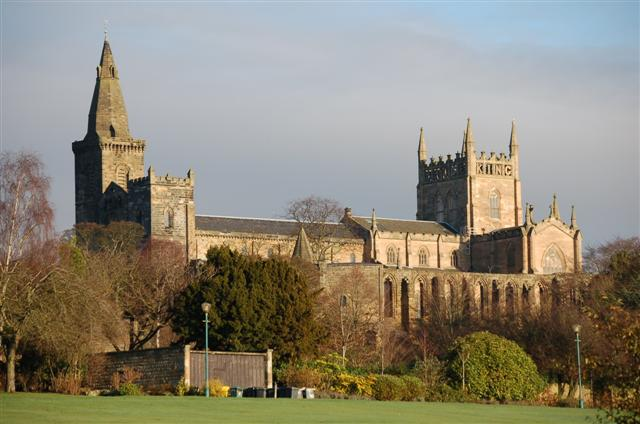
Dunfermline-i apátság
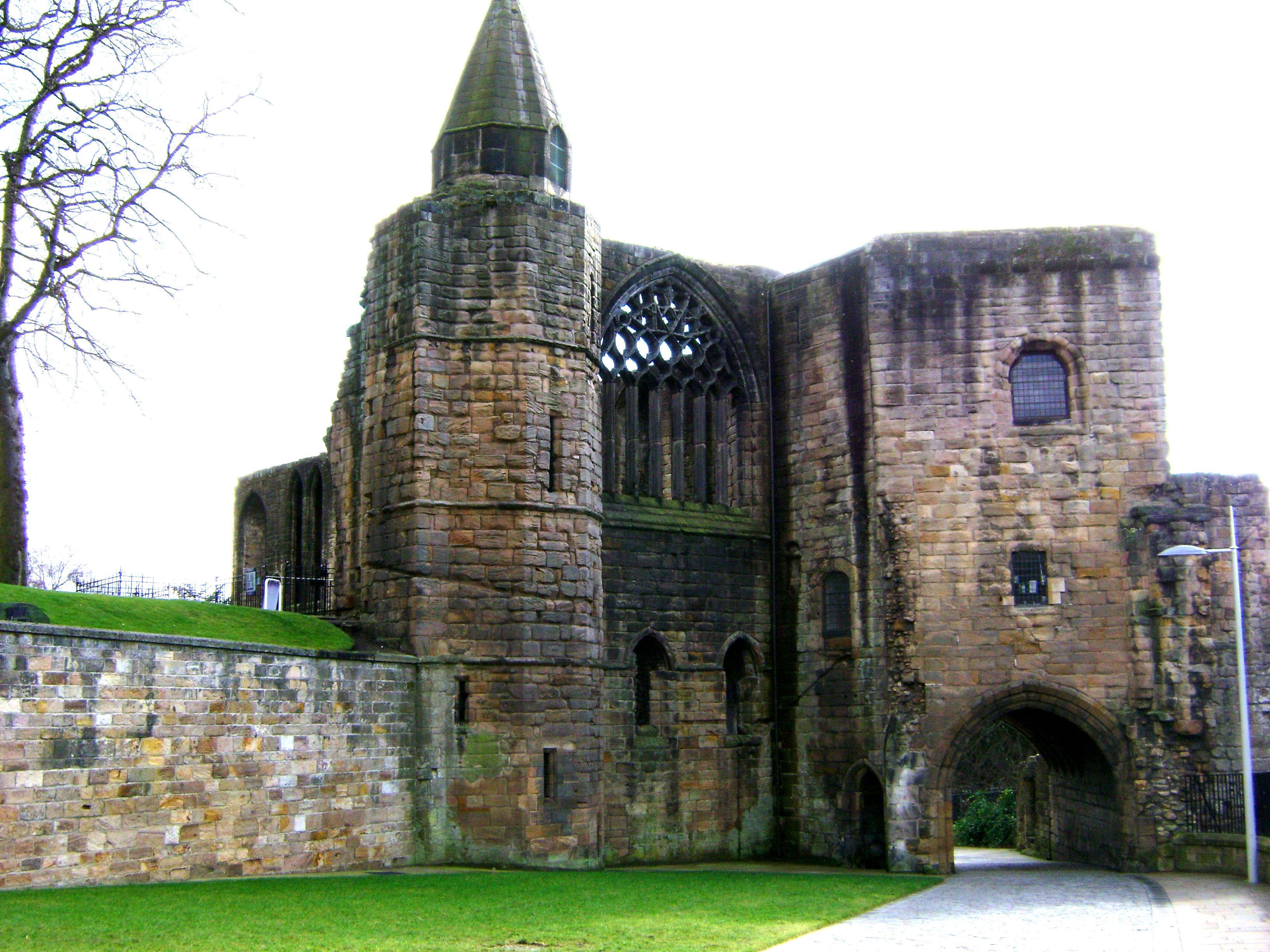
A dunfermline-i palota romjai
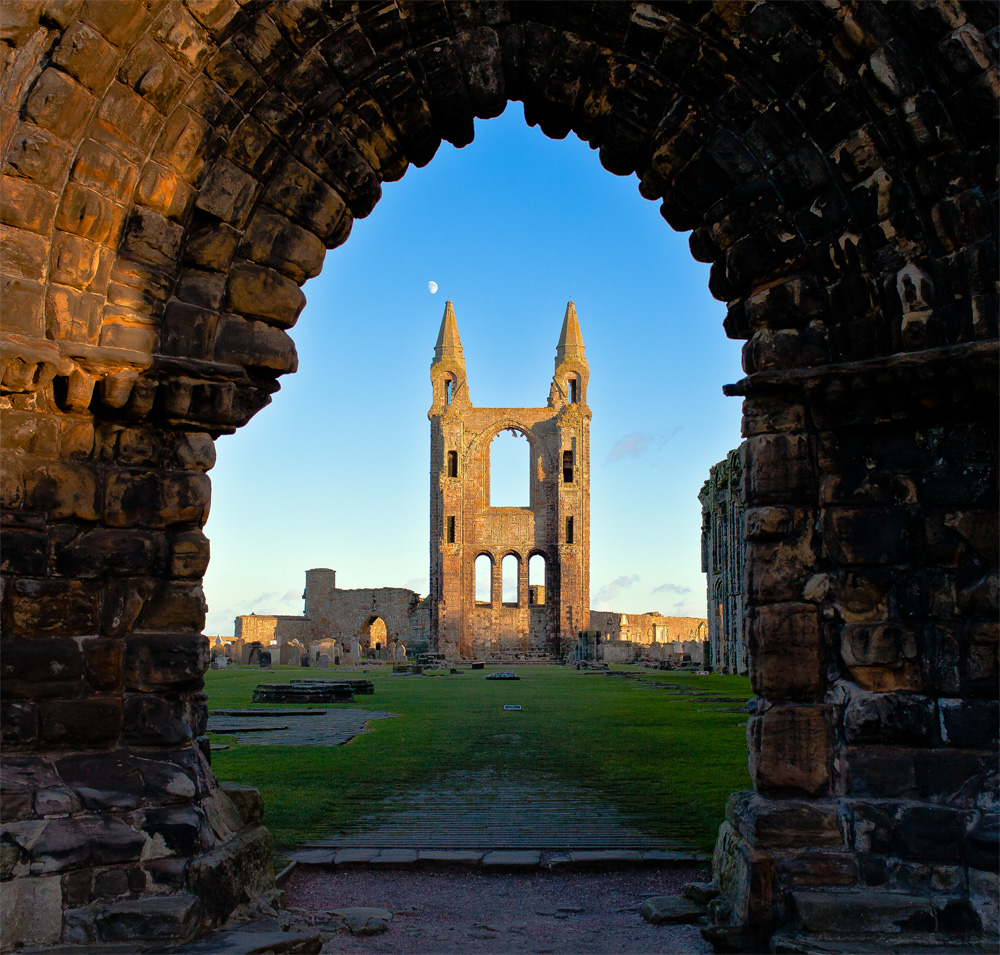
St Andrews katedrálisromja
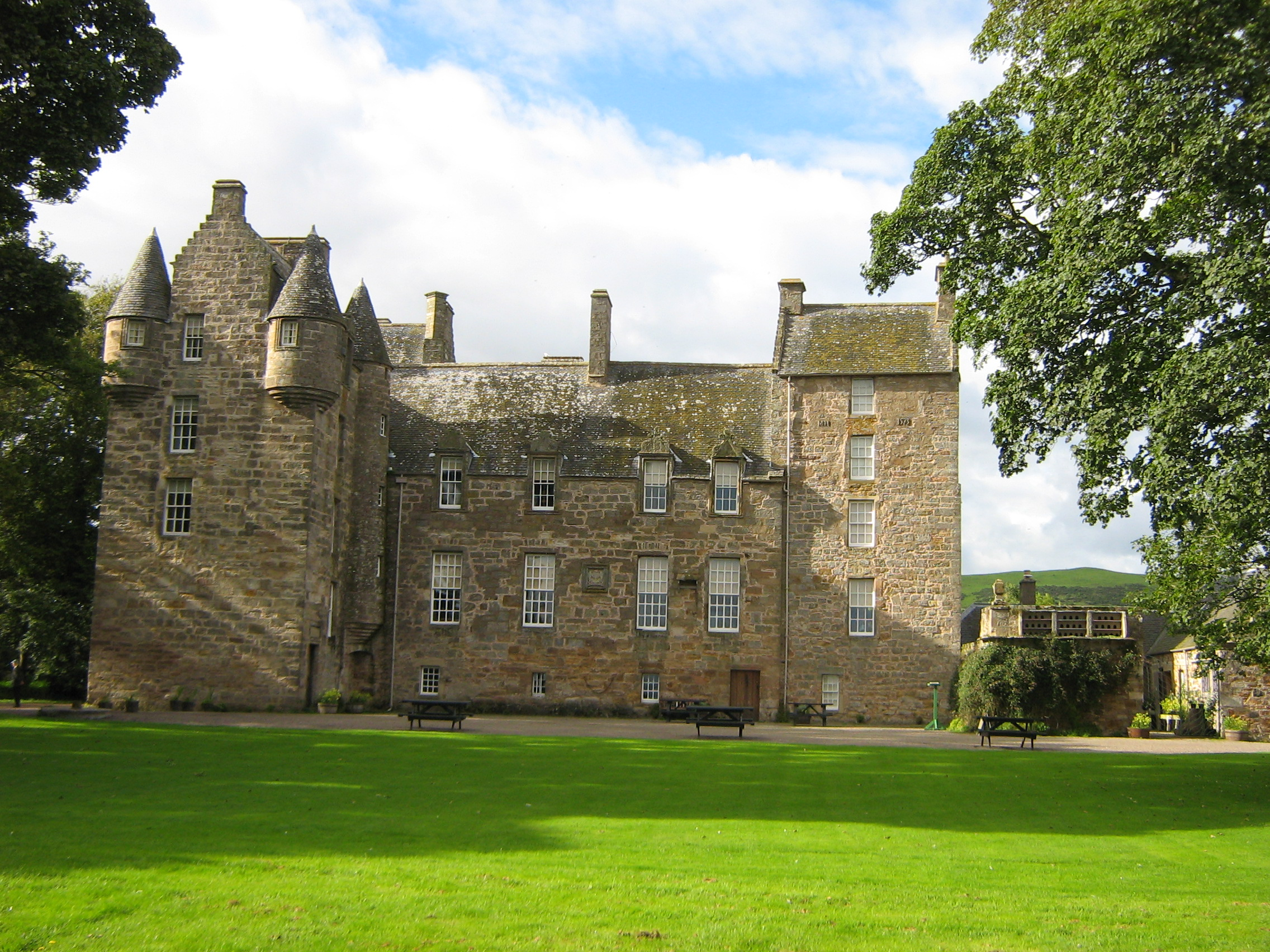
Kellie Castle
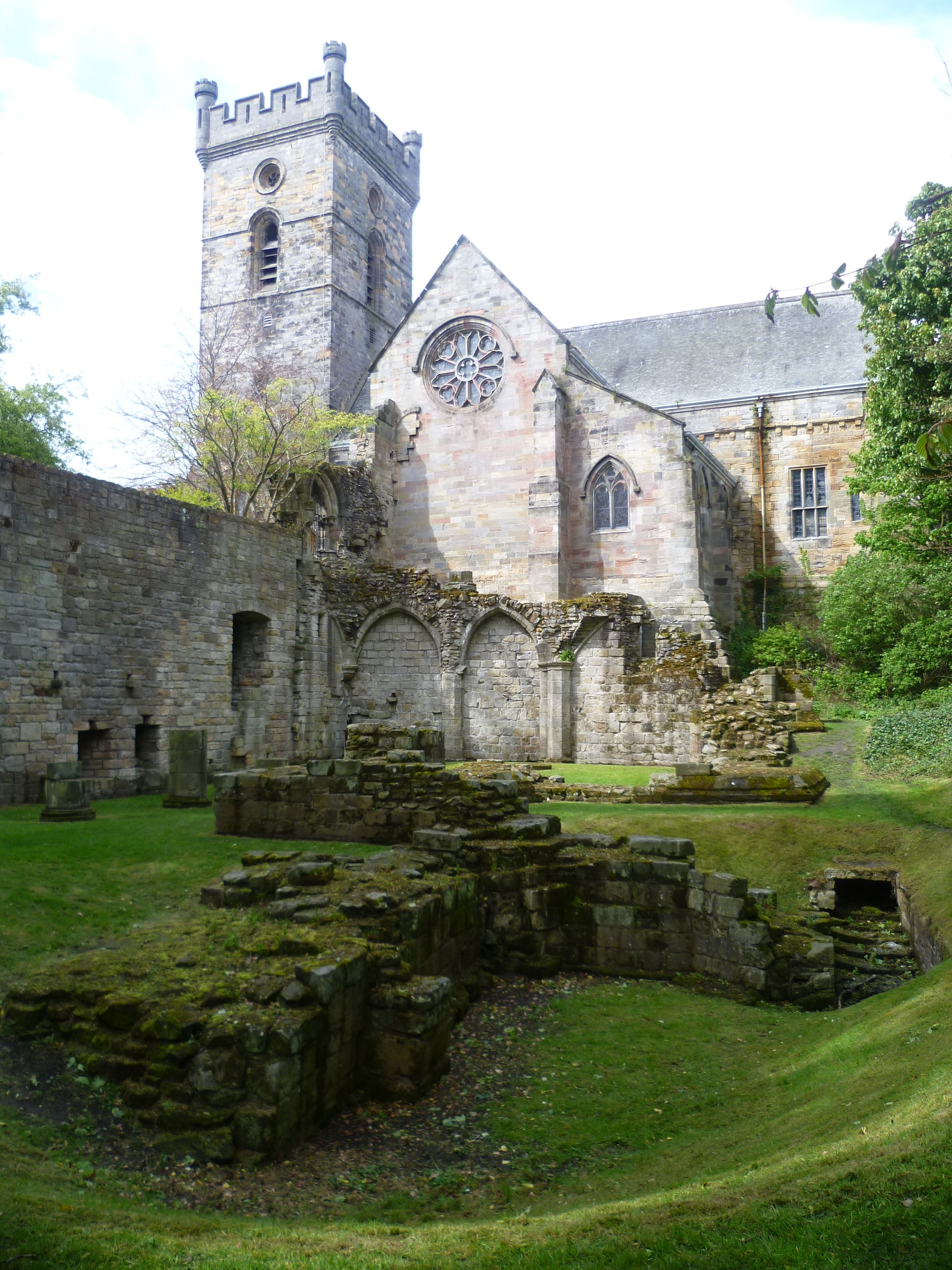
Culrossi apátság

## Fordítás
- Ez a szócikk részben vagy egészben  a   Fife című angol Wikipédia-szócikk ezen változatának fordításán alapul.  Az eredeti cikk szerkesztőit annak laptörténete sorolja fel. Ez a jelzés csupán a megfogalmazás eredetét és a szerzői jogokat jelzi, nem szolgál a cikkben szereplő információk forrásmegjelöléseként.

- A Wikimédia Commons tartalmaz Fife témájú médiaállományokat.